# Депутаты Верховного Совета РСФСР от Чечено-Ингушской АССР
Ниже представлен список депутатов Верховного Совета РСФСР от Чечено-Ингушской АССР. Депутаты указаны по году выборов в Верховный Совет РСФСР. В 1990 году избирался Съезд народных депутатов РСФСР.

## Исторический контекст

Чечено-Ингушская АССР на карте Кавказа.

5 декабря 1936 года c принятием новой сталинской конституции СССР Чечено-Ингушская автономная область была выведена из состава и преобразована в Чечено-Ингушскую АССР.
7 марта 1944 года Указом Президиума Верховного Совета СССР Чечено-Ингушская АССР была упразднена и был образован Грозненский округ в составе Ставропольского края. В состав Дагестанской АССР были включены следующие районы упраздненной республики: Веденский, Ножай-Юртовский, Саясановский, Чеберлоевский, а также Курчалоевский и Шаройский районы, за исключением северо-западной части этих районов, и восточная часть Гудермесского района. 22 марта по решению Президиума Верховного Совета РСФСР округ был также упразднён, а бывшая территория республики стала Грозненской областью РСФСР.
25 июня 1946 года Верховный Совет РСФСР утвердил упразднение ЧИАССР, приняв соответствующий закон.
9 января 1957 года указами Президиумов Верховных Советов СССР и РСФСР Чечено-Ингушская АССР была восстановлена.
27 ноября 1990 года Верховный Совет Чечено-Ингушской АССР принял декларацию о государственном суверенитете Чечено-Ингушской Республики.

## Депутаты Верховного Совета РСФСР

### 1938 год
1. Чернокозов, Хрисанф Павлович — Грозненский городской округ.
2. Кошкин, Андрей Никанорович — Грозненский сельский округ.
3. Газдиев, Эльберт Исаевич — Назрановский округ.
4. Моллаев, Супьян Кагирович — Урус-Мартановский округ.
5. Сетиева, Хама Сетиевна — Гудермесский округ.

### 1959 год
1. Алмазов, Ильяс Абдулаевич, Председатель Президиума Верховного Совета АССР. Малгобекский округ.
2. Зотов, Евгений Николаевич, первый секретарь горкома КПСС. Старо-Промысловский округ.
3. Кадиева, Тамара Мустапаевна, работница совхоза. Грозненский — Орджоникидзевский округ.
4. Мазурин Онуфрий Михайлович, оператор нефтепромыслового управления. Грозненский — Сталинский округ.
5. Трофимов, Александр Степанович, первый секретарь обкома КПСС. Грозненский — Ленинский округ.

### 1963 год
1. Алмазов, Ильяс Абдулаевич, Председатель Президиума Верховного Совета Чечено-Ингушской АССР. Назрановский округ.
2. Ахмарова,  Марха, старшая доярка совхоза «Надтеречный» Наурского производственного совхозно-колхозного управления. Наурский округ.
3. Газимагамаев, Азис Абдулвахитович, комбайнер колхоза имени Карла Маркса Шалинского производственного колхозно-совхозного управления. Шалинский округ.
4. Санникова,  Екатерина Яковлевна, шлифовщица завода «Красный молот». Ленинский округ.
5. Тикунов, Вадим Степанович, Министр охраны общественного порядка РСФСР. Заводской округ.
6. Чахкиев, Осман Асламбекович, второй секретарь Чечено-Ингушского обкома КПСС. Урус-Мартановский округ.

### 1967 год
1. Алмазов, Ильяс Абдулаевич, Председатель Президиума Верховного Совета Чечено-Ингушской АССР. Назрановский округ.
2. Бондарчук, Сергей Фёдорович, кинорежиссёр. Ленинский округ.
3. Ведерников, Николай Иванович, оператор Грозненского нефтеперерабатывающего завода. Заводской округ.
4. Джабраилова, Хадижат, сатуратчица Чечено-Ингушского сахарного завода. Шалинский округ.
5. Рыбалко, Мария Александровна, доярка колхоза им. Кирова Сунженского района. Наурский округ.
6. Чахкиев, Осман Асламбекович, второй секретарь Чечено-Ингушского обкома КПСС. Гудермесский округ.
7. Эльдерханов, Араб, комбайнер совхоза «Самашкинский» Ачхой-Мартановского района. Урус-Мартановский округ.

### 1971 год
1. Вахаев, Рамазан Висаевич, второй секретарь Чечено-Ингушского обкома КПСС. Урус-Мартановский округ.
2. Небиев, Алаш Вахаевич, оператор Новогрозненского нефтеперерабатывающего завода им. Н. А. Анисимова. Заводской округ.
3. Оздоев, Курейш Измаилович, Председатель Президиума Верховного Совета Чечено-Ингушской АССР. Назрановский округ.
4. Писковацкая, Зинаида Сергеевна, бригадир винсовхоза «Советская Россия» Наурского района. Наурский округ.
5. Титов, Фёдор Егорович, министр иностранных дел РСФСР. Ленинский округ.
6. Чеботарёва, Вера Михайловна, доярка колхоза им. 1 Мая Грозненского района. Гудермесский округ.
7. Эсамбаев, Махмуд Алисултанович, артист Чечено-Ингушской государственной филармонии. Шалинский округ.

### 1975 год
1. Баматгиреев, Магомет Ширванович, второй секретарь Чечено-Ингушского обкома КПСС. Шалинский округ.
2. Боков, Хажбикар Хакяшевич, Председатель Президиума Верховного Совета Чечено-Ингушской АССР. Назрановский округ.
3. Вахаев, Рамазан Висаевич, Председатель Совета Министров, Чечено-Ингушской АССР. Урус-Мартановский округ.
4. Мосиенко, Варвара Михайловна, бригадир овощеводческой бригады колхоза имени XX партсъезда Сунженского района. Наурский округ;
5. Ржевская, Валентина Григорьевна, приборист Грозненского нефтеперерабатывающего завода им. В. И. Ленина. Заводской округ.
6. Титов, Фёдор Егорович, министр иностранных дел РСФСР. Ленинский округ.
7. Хусанова,  Петимат Хасиевна, бригадир овощеводческой бригады совхоза «Юбилейный» Грозненского района. Гудермесский округ.

## Народные депутаты РСФСР (1990 год)
1. Алироев, Иса Ибрагимович — Заводской территориальный избирательный округ № 882.
2. Арсанов, Ахмет Баудинович — Урус-Мартановский национально-территориальный избирательный округ № 140.
3. Аслаханов, Асламбек Ахмедович — Гудермесский национально-территориальный избирательный округ № 138.
4. Ахметханов, Рамзан Мухадиевич — Наурский территориальный избирательный округ № 885.
5. Богатырёв, Бембулат Берсович (1934) — Назрановский территориальный избирательный округ № 884.
6. Завгаев, Доку Гапурович — Грозненский сельский избирательный округ № 883.
7. Иванов, Николай Прокофьевич — Ленинский территориальный избирательный округ № 881.
8. Костоев, Ибрагим Юсупович — Сунженский национально-территориальный избирательный округ № 139.
9. Нунуев, Саид-Хамзат Махмудович — Шалинский территориальный избирательный округ № 886.
10. Хасбулатов, Руслан Имранович — Грозненский национально-территориальный избирательный округ № 137.